# Zamek de la Madeleine w Chevreuse

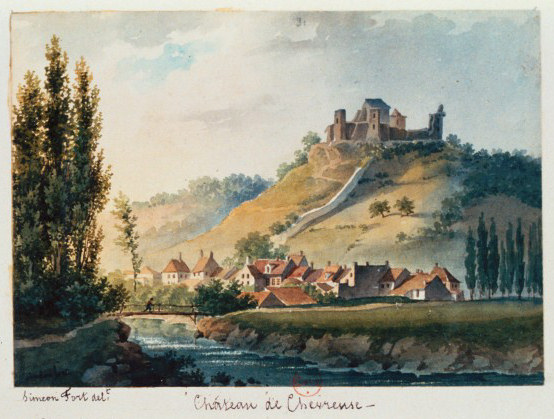
Zamek na dziewiętnastowiecznej akwareli

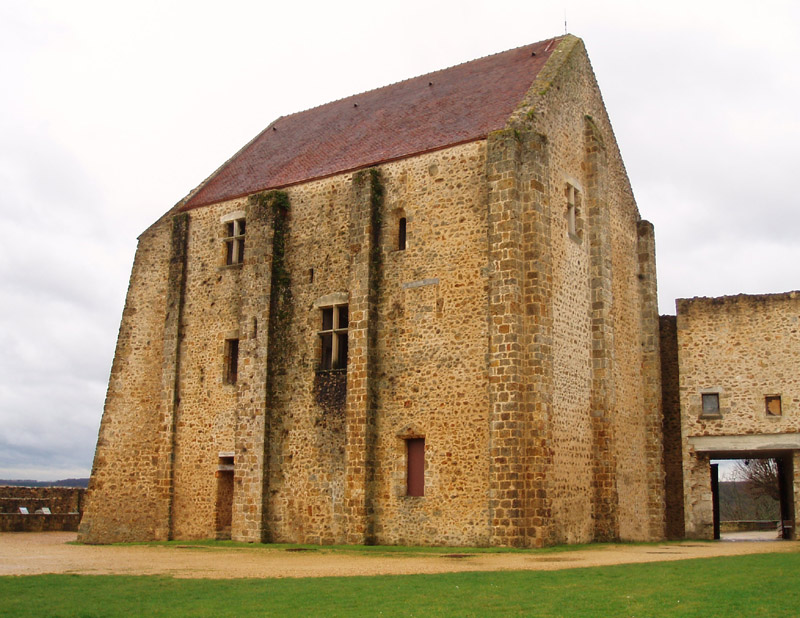
Donżon

Zamek de la Madeleine – średniowieczny zamek obronny w Chevreuse, w departamencie Yvelines (Francja).

## Historia
Budowa zamku rozpoczęła się między rokiem 1030 a 1090 na rozkaz Guia I, właściciela Chevreuse. Zamek miał służyć obronie wsi przed częstymi napaściami i zniszczeniami. Z powodu braku pieniędzy pierwotny plan obiektu zakładał jedynie budowę warownego donżonu otoczonego drewnianą palisadą. Dopiero w XII wieku, w czasie pierwszej przebudowy zamku, nowy władca regionu Anseau zarządził rozbudowę zamku, wzniesienie mostu zwodzonego i otoczenie całości fosą.
W 1356 zamek zmienił właściciela. W czasie wojny stuletniej Ingerger, właściciel zamków w Chevreuse i Amboise, został wzięty do niewoli i w celu zdobycia środków na okup musiał sprzedać swoje posiadłości Pierre’owi de Cheuvreuse. Ten ostatni, przy wydatnej pomocy finansowej królów Karola V i Karola VI, był w stanie unowocześnić zamek i Cheuvreuse, otaczając całość piętnastometrowymi murami, oraz znacząco unowocześnić fortecę. Kolejną właścicielką obiektu została faworyta Franciszka I Anna de Pisseleu, która jednak rzadko przebywała w ponurym, nienadającym się dla życia towarzyskiego zamku i odsprzedała budynek biskupowi Reims Karolowi de Lorraine. Budowla została poważnie uszkodzona w czasie wojen religijnych w XVI w., kiedy kilkakrotnie przechodził z rąk do rąk.
W XVII wieku Ludwik XIV Burbon przekazał zamek i miasto w ręce wspólnoty panien z Saint-Cyr, które przeprowadziły remont i adaptację obiektu do celów klasztornych, przede wszystkim rozbierając górne kondygnacje uszkodzonego w poprzednim stuleciu donżonu oraz burząc z tych samych powodów kaplicę św. Magdaleny, której zamek zawdzięczał swoją nazwę. Zgromadzenie musiało opuścić kompleks w 1793. W 1823 opuszczony zamek zamieniono w więzienie, co przyczyniło się do dalszego pogorszenia się jego stanu technicznego.
W XIX wieku, z inicjatywy nowego właściciela, księcia de Luynes, odrestaurowano jedynie częściowo donżon. W wieku XX podjęto dalsze prace rekonstrukcyjne, które trwają po dziś dzień. Zamek należy do władz parku krajobrazowego doliny Chevreuse i jest udostępniony turystom za darmo. We wnętrzach znajduje się ekspozycja poświęcona jego historii. Od 1940 obiekt ma status zabytku.

## Architektura
Do dziś nie zachowało się żadne wyobrażenie zamku w jego pierwotnej postaci. Do naszych czasów przetrwały donżon główny oraz dwie boczne wieże (jedna okrągła, druga na planie półkola), główna brama wiodąca na teren zamku oraz jego mury obronne z mostem zwodzonym. Mury, z jedną czworoboczną basztą, oparte są na przyporach, zachowały jedenastowieczny układ okienek strzelniczych. Nigdy nie były blankowane. Cała konstrukcja zamku prawie pozbawiona jest okien. Czysto obronna funkcja zamku sprawiła również, że nie jest on w żaden sposób dekorowany zewnętrznie.
Obiekt miał być samowystarczalny na wypadek długotrwałego oblężenia, stąd na jego terenie znajdują się, zachowane do dziś, kamienne spichlerze oraz studnia.